# Livräddningsstationen i Halmstad
Ej att förväxla med sjöräddningsstationen i Grötvik
Livräddningsstationen i Halmstad är en tidigare sjöräddningsstation i Halmstad, som var verksam mellan 1907 och 1943. Den drevs av Lotsverkets Halmstads lotsstation, med en besättning av fiskare och före detta sjömän som bodde på Söder i Halmstad.
Stationen hade en roddbåt med åtta åror, som också var utrustad med en raketapparat. Båten var byggd 1864. Den modifierades 1893 och utrustades då också med inkastargevär och raketpistol.
Den på en vagn med hästar, som tillhandahölls av bondgården Patrikshill, som låg vid Södra vägen  på Slottsjorden. Båten sjösattes på den östra sida av Nissan och drogs efter avlutat uppdrag upp på land vd Sandlandet, en plats med en sandslänt ned mot västra sidan av Nissan vid slutet av Dragvägen. Båten såldes till en privatperson efter stationens stängning.
År 1955 inrättade Sjöräddningssällskapet Räddningsstation Grötvik i hamnen i Grötvik fem kilometer sydväst om Nissans mynning.